# Bjoset
Bjoset är en sjö i Mora kommun i Dalarna och ingår i Dalälvens huvudavrinningsområde. Sjön har en area på 0,171 kvadratkilometer och ligger 224,3 meter över havet. Sjön avvattnas av vattendraget Säsån.

## Delavrinningsområde
Bjoset ingår i det delavrinningsområde (677804-142016) som SMHI kallar för Inloppet i Karvik. Medelhöjden är 271 meter över havet och ytan är 12,54 kvadratkilometer. Det finns inga avrinningsområden uppströms utan avrinningsområdet är högsta punkten. Säsån som avvattnar avrinningsområdet har biflödesordning 2, vilket innebär att vattnet flödar genom totalt 2 vattendrag innan det når havet efter 335 kilometer. Avrinningsområdet består mestadels av skog (80 procent) och sankmarker (15 procent). Avrinningsområdet har 0,17 kvadratkilometer vattenytor vilket ger det en sjöprocent på 1,4 procent.